# Сютик
Сютик — деревня в Назаровском районе Красноярского края России. Административный центр Павловского сельсовета.

## География и история
Деревня расположена в 45 км к западу от райцентра Назарово.
Самые ранние сведения о деревне Сютик Назаровской волости Ачинского округа Енисейской губернии прихода Боготольской Богоявленской церкви обнаружены в метрической книге Назаровской Троицкой церкви за 1833 год. Засвидетельствовано рождение дочери Анны в семье крестьянина Федора Петрова Белошапкина.
В исповедных росписях Боготольской Богоявленской церкви за 1834 год по деревне Сютикской значится 9  семей крестьян, в которых главы:
1.Федор Петров Белошапкин 65 лет
2.Антоний Маркелов Белошапкин 41
3.Петр Маркелов Белошапкин 44
4.Михаил Георгиев Щербаков 25
5.Василий Маркелов Белошапкин 34
6.Наум Андреев Щербаков, вдов 65
7.Евфимий Феодоров Бобков 61
8.Григорий Дометиев Косточенков 31
9.Феодор Иоаннов Отрадных 31
Также записана семья поселенца Григория Васильева Круглова 40 лет
И пропитанные поселенцы:
1. Иоанн Терентиев [Оше]вский 72
2.Вдова Мавра Иоаннова Отраднова 61
Всего в ведомости учтено 57 душ обоего пола, из них 29 душ м.п. и 28 душ ж.п.
Поскольку в аналогичном документе, исповедной росписи Боготольской Богоявленской церкви за 1804-1807 гг. данные о д. Сютик Назаровской волости отсутствуют, можно предположить, что эта деревня образована в период с 1807 по 1833 гг.
По сведениям ревизских сказок  1850 года в деревне Сютикской Назаровской волости проживало 38 душ м.п. и 23 души ж.п., а всего 61 душа обоего пола.

## Население
| 2010 |
| ---- |
| 180  |

Гендерный состав
По данным Всероссийской переписи населения 2010 года 82 мужчины и 98 женщин из 180 чел.